# Ātbātān
Ātbātān (persiska: آتباتان) är en ort i Iran.   Den ligger i provinsen Östazarbaijan, i den nordvästra delen av landet, 500 km nordväst om huvudstaden Teheran. Ātbātān ligger 1 702 meter över havet och antalet invånare är 369.
Terrängen runt Ātbātān är varierad. Ātbātān ligger nere i en dal.Runt Ātbātān är det ganska glesbefolkat, med 43 invånare per kvadratkilometer. Närmaste större samhälle är Bostānābād, 4,8 km söder om Ātbātān. Trakten runt Ātbātān består i huvudsak av gräsmarker.